# Alfredo Bini
Pour les articles homonymes, voir Bini.
Alfredo Bini (né le 12 décembre 1926 à Livourne et mort le 16 octobre 2010  à Tarquinia, dans la province de Viterbe) est un producteur de cinéma italien.
Il a produit 32 films entre 1958 et 1979.

## Biographie
Il a été marié à l'actrice italienne Rosanna Schiaffino.

## Filmographie partielle
- 1952 : La Tanière des brigands de Pietro Germi
- 1958 : La loi, c'est la loi de Christian-Jaque
- 1960 : Le Bel Antonio de Mauro Bolognini
- 1961 : Accattone de Pier Paolo Pasolini
- 1961 : Le Mauvais Chemin de Mauro Bolognini
- 1961 : À cheval sur le tigre de Luigi Comencini
- 1962 : Mamma Roma de Pier Paolo Pasolini
- 1963 : Rogopag film à sketches de Roberto Rossellini, Jean-Luc Godard, Pier Paolo Pasolini et Ugo Gregoretti
- 1963 : Le Magot de Josefa de Claude Autant-Lara
- 1964 : L'Évangile selon saint Matthieu de Pier Paolo Pasolini
- 1964 : Enquête sur la sexualité de Pier Paolo Pasolini
- 1965 : La Mandragore d'Alberto Lattuada
- 1966 : Pasolini l'enragé de Jean-André Fieschi
- 1966 : Des oiseaux, petits et gros de Pier Paolo Pasolini
- 1967 : Œdipe roi de Pier Paolo Pasolini
- 1967 : Peyrol le boucanier (L'avventuriero)  de Terence Young
- 1968 : Satyricon de Gian Luigi Polidoro
- 1968 : Bora Bora d'Ugo Liberatore
- 1969 : Échec à la reine (Scacco alla regina) de Pasquale Festa Campanile
- 1983 : Le Choix des seigneurs (I paladini: storia d'armi e d'amori) de Giacomo Battiato

## Récompenses et distinctions
- Ruban d'argent du meilleur producteur en 1962[2].
- Ruban d'argent du meilleur producteur en 1968 pour Œdipe roi[2].